# 가인 법정변론 경연대회
가인 법정변론 경연대회(영어: Korea Moot Court Competition)은 법학전문대학원 학생을 대상으로 하는 대한민국 대법원 법원행정처 주관의 모의법정 변론대회이다. 2009년 처음 실시되어 매년 11월 경부터 이듬해 2월까지에 걸쳐 개최되고 있다. 대회의 이름은 대한민국 초대 대법원장인 가인 김병로 선생의 호를 따 지어졌다. 향후 법조일원화로 대한민국의 법조인을 배출하는 기관이 되는 법학전문대학원의 모든 학생들을 대상으로, 대한민국에서 가장 권위있는 법률해석기관에서 실무자의 시선으로 평가한다는 점에서 그 위상이 높고, 각 학교의 학생들이 모교와 자신의 명예를 걸고 도전하는 대회이기도 하다.

## 목적
훌륭한 법조인 양성의 책무를 지는 국가기관으로서 내실 있는 로스쿨 실무교육에 일조하고, 로스쿨과 실무 사이의 교류를 활성화하고자 함을 목표로 하고 있다.

## 내용
형사와 민사 두 부문으로 나누어 열리며, 참가자는 자신이 속한 법학전문대학원 내에서 자신을 포함해 3명으로 구성된 한 팀을 만들고, 소속 법학전문대학원장의 추천을 받아 출전할 수 있다. 소속 법학전문대학원 내에서 팀을 구성하여야 하기 때문에, 결과적으로 대회는 전국 25개 법학전문대학원의 대항전 양상을 띄게 된다. 다른 한편으로는 소속 법학전문대학원 내부 참가팀들은 물론 교수 등 외부의 부당한 지원을 받은 경우 당해 대회 및 다음 대회까지의 출전 자격을 상실시킬 수 있도록 하는 규정에 따라, 철저하게 개별 팀의 역량에 따라 평가받는 대회이기도 하다.

## 통계
- 1회 187팀, 총 561명[2]
- 2회 310팀, 총 930명 (민사 172팀, 형사 138팀)[3]
- 3회 360팀, 총 1,080명 (민사 217팀, 형사 143팀 참가[4] | 민사 191팀, 형사 131팀 서면 제출[5])
- 4회 200팀, 총 600명 (민사 86팀, 형사 98팀 서면 제출[6])
- 5회 152팀, 총 456명 (민사 81팀, 형사 71팀 참가[7] | 민사 72팀, 형사 65팀 서면 제출[8])
- 6회 141팀, 총 423명 (민사 83팀, 형사 58팀 참가[9] | 민사 77팀, 형사 57팀 서면 제출[10])
- 7회 126팀, 총 378명[11]

## 대회의 진행
제1회 대회의 경우 서면심사, 예선, 본선, 결선의 4단계를 거쳐 진행되었으나, 제2회 대회부터는 서면심사(예선), 본선, 결선의 3단계로 진행된다.
서면심사 평가 성적에 따라 상위 36개의 팀을 선발하여 본선을 열고, 본선에서는 원고, 피고 또는 검사, 변호인으로 역할이 나뉘어 법정에서 공방을 벌이게 된다. 6개의 조로 나뉘어 각 조별 1위로 평가된 6개 팀이 결선에 진출, 마찬가지로 법정 공방을 벌여 우승자를 가리는 방식이다. 우승팀에게는 가인상, 2위 팀은 대한변호사협회회장상(민사) 법학전문대학원협의회이사장상(형사)이 각 주어지고, 3위부터는 자유상, 평등상, 정의상, 법률신문사장상이 수여된다.
제1회 대회의 경우, 서면 심사 후 예선은 서울중앙지방법원에서, 본선과 결선은 일반인의 방청을 허용한 가운데 대법원에서 열렸고, 제2회 대회부터는 서면심사를 거쳐 본선과 결선은 서울법원종합청사 대법정에서 열리고 있다

## 제1회 대회
제1회 대회에서는 최종 결선에서 2팀이 맞붙는 방식으로 진행되었다. 민사부문 결선 진출팀으로는 연세대학교 법학전문대학원의 김성훈, 양선미, 박상택 팀과 한양대학교 법학전문대학원의 송제혁, 김상욱, 유정희 팀이, 형사부문 결선 진출팀으로는 성균관대학교 법학전문대학원의 박기범, 이승운, 김소현 팀과 전북대학교 법학전문대학원의 최재원, 류승호, 이지윤팀이 각각 선발되었다. 이후 2010년 3월 19일 열린 최종 결선에서 연세법학전문대학원의 김성훈, 양선미, 박상택 팀이 민사부문 우승을 차지했고, 성균관대학교 법학전문대학원의 박기범, 이승운, 김소현 팀이 형사부문 우승을 차지했다. 한편 성균관대학교 법학전문대학원의 박기범씨는 개인 최우수상(MVP)를 수상하였다.

## 제2회 대회
제2회 대회부터는 결선에서 6팀이 3조로 나뉘어 각각 원고, 피고 또는 검사, 변호인으로 법정 공방을 벌여 수상자를 결정하였다.
민사부문 우승은 연세대학교 법학전문대학원의 위정현, 김희연, 윤정운 팀이 차지했고, 형사부문 우승은 경북대학교 법학전문대학원의 서영민, 이준석, 박윤상 팀이 차지하였다.
한편 민사부문 개인 최우수상은 성균관대학교 법학전문대학원의 배다헌 씨가, 형사부문 개인 최우수상은 성균관대학교 법학전문대학원의 송주희씨가 각각 차지하였다.
민사부문 2위는 서울대학교 법학전문대학원의 김태훈, 홍승희, 송창성 팀이, 형사부문 2위는 충남대학교 법학전문대학원의 김정규, 김민승, 이광준 팀이 수상하였다.

## 제3회 대회
민사부문에서는 전북대학교 법학전문대학원의 하헌환, 이동산, 홍정훈 팀이, 형사부문에서는 전북대학교 법학전문대학원의 심강현, 엄태섭, 김별다비 팀이 우승하여, 제3회 대회에서는 전북대학교 법학전문대학원 팀이 민사부문, 형사부문 우승을 모두 차지하게 되었다.
여기에 민사부문 개인 최우수상도 전북대학교 법학전문대학원의 하헌환씨가 수상하였고, 형사부문 개인 최우수상은 연세대학교 법학전문대학원의 우은혜씨가 수상하였다.
민사 2위에 해당하는 대한변호사협회장상은 인하대학교 법학전문대학원의 이용우, 정상윤, 오지훈 팀이, 형사 2위 법학전문대학원협의회 이사장상은 경북대학교 법학전문대학원의 김수엽, 김성욱, 김대희 팀이 수상했다.

## 제4회 대회
- 민사부문에서는 연세대학교 법학전문대학원의 장혜명, 김동현, 조정희 팀이, 형사부문에서는 원광대학교 법학전문대학원의 우충사, 고두성, 강신무 팀이 우승(가인상)을 차지하였다[13].

- 민사부문 2위(대한변호사협회장상)는 중앙대학교 법학전문대학원의 김태형, 김유중, 정수민 팀이, 민사 3위(법률신문사장상)는 전남대학교 법학전문대학원의 조한진, 김재희, 이진주 팀, 민사 4위(자유상)는 전북대학교 법학전문대학원의 나형준, 김경선, 이은주 팀이, 민사 5위(평등상)는 인하대학교 법학전문대학원의 이강민, 이삼열, 오유정 팀이, 민사 6위(정의상)는 인하대 법학전문대학원의 김태형, 전인규, 장민아 팀이 수상하였다.
- 민사부문 개인최우수상(MVP)은 민사부문 우승을 차지한 연세대학교 법학전문대학원 팀의 조정희씨가 수상하였다.
- 형사부문 2위(법학전문대학원협의회장상)는 서울대학교 법학전문대학원의 강성윤, 주석진, 홍원표 팀이, 형사 3위(법률신문사장상)는 전북대학교 문승현, 박수진, 박병건 팀이, 형사 4위(자유상)는 고려대학교 법학전문대학원의 김수현, 김정현, 이종훈 팀이, 형사 5위(평등상)는 경희대학교 법학전문대학원의 이주한, 최광성, 박예지 팀이, 형사 6위(정의상)는 경희대 법학전문대학원의 서재민, 이유라, 성민섭 팀이 수상하였다.
- 형사부문 개인최우수상(MVP)은 전북대학교 법학전문대학원 팀의 문승현씨가 수상하였다.

## 제5회 대회
- 민사부문에서는 서울대학교 법학전문대학원의 최영훈, 고효정, 김승현 팀이, 형사부문에서는 부산대학교 법학전문대학원의 강미란, 고병용, 박찬영 팀이 우승(가인상)을 차지하였다.
- 민사부문 개인최우수상(MVP)은 전남대학교 법학전문대학원 팀의 김현지씨가 수상하였다.
- 형사부문 개인최우수상(MVP)은 건국대학교 법학전문대학원 팀의 김덕씨가 수상하였다.

## 제6회 대회
- 이화여자대학교 로스쿨팀(김민주-팀장, 강현주, 김은아)이 민사부분, 부산대학교 로스쿨팀(이헌준-팀장), 김민수, 박소민)이 형사부문에서 최고상인 ‘가인상’을 거머쥐었다. 민사부문 2위 대한변호사협회상에는 충북대학교 로스쿨팀(장광덕, 윤정은, 이지수), 형사부문 2위 법학전문대학원협의회장상에는 한양대학교 로스쿨팀(조미소, 김도희, 백지웅)이 차지했다. 이어 3위에는 민사부문 전남대학교 로스쿨팀(김경연, 국현아, 이현주), 형사부분 서강대학교 로스쿨팀(최강용, 차승호, 김의중)이 법률신문사장상을 수상했다.
- 팀 성적과 관계없이 최고의 변론을 뽐낸 개인에게 주어지는 개인최우상은 민사부문 전남대학교 로스쿨 이현주씨, 형사부문 한양대학교 로스쿨 김도희씨가 수상했다[14].

## 제7회 대회
- 민사 부문은 중앙대학교 법학전문대학원의 (이지윤, 최단비, 하연지) 팀이, 형사 부문은 이화여자대학교 법학전문대학원의 (최회정, 박수영, 최이진)팀이 우승하여 가인상을 차지하였다.
- 민사 부문 2위 대한변호사협회장상은 성균관대학교(이인수, 이재성, 정호석), 3위 법률신문사장상은 서울대학교(김산, 서현민, 송성규)에 돌아갔다. 형사 부문 2위 법학전문대학원 이사장상은 충남대(전병주, 전은석, 조규현), 3위 법률신문사장상은 한양대(김지은, 길남희, 김경선)가 차지했다.
- 민사부문 개인최우수상(MVP)은 서울대학교 법학전문대학원의 서현민씨가, 형사부문 개인최우수상(MVP)은 강원대학교 법학전문대학원의 김두수씨가 수상하였다[15].